# Knippekolonnmästaren

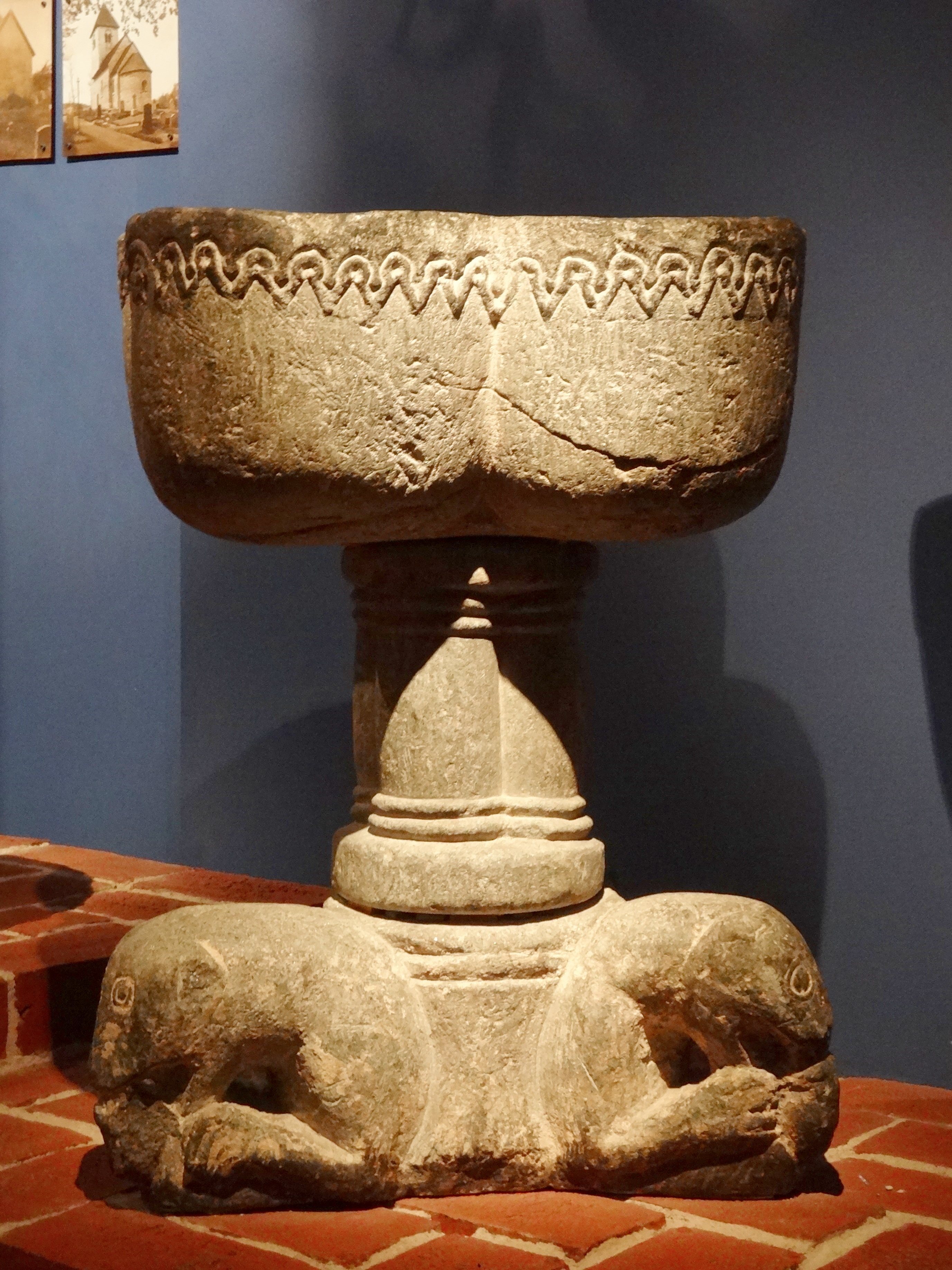
Dopfunten i Askums kyrka.

Knippekolonnmästaren är ett anonymnamn på en stenhuggare, verksam i Bohuslän på 1200-talet.
Knippekolonnmästaren utförde tre dopfuntar. Utmärkande för dem är att de är tillverkade i täljsten och har stora runda eller fyrpassformade cuppor, fötter med utsirning av plastiska djur och drakar samt skaft i form av en knippekolonn. Knippekolonnerna har gett mästaren hans namn. Namnet konstruerades av forskare på 1900-talet.

## Verk
- Askums kyrka
- Hede kyrka
- Skredsviks kyrka

Teckningar av Gustaf Brusewitz
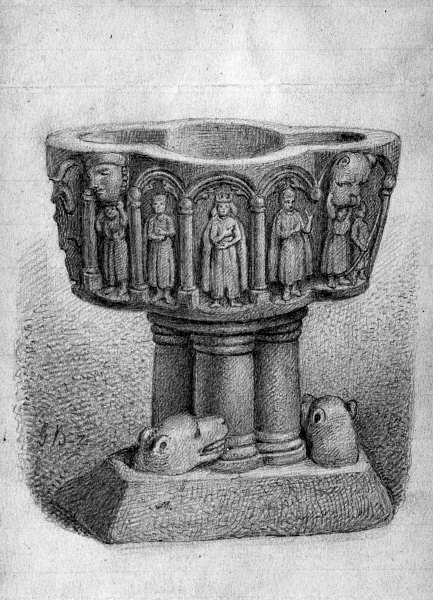
Hedefunten
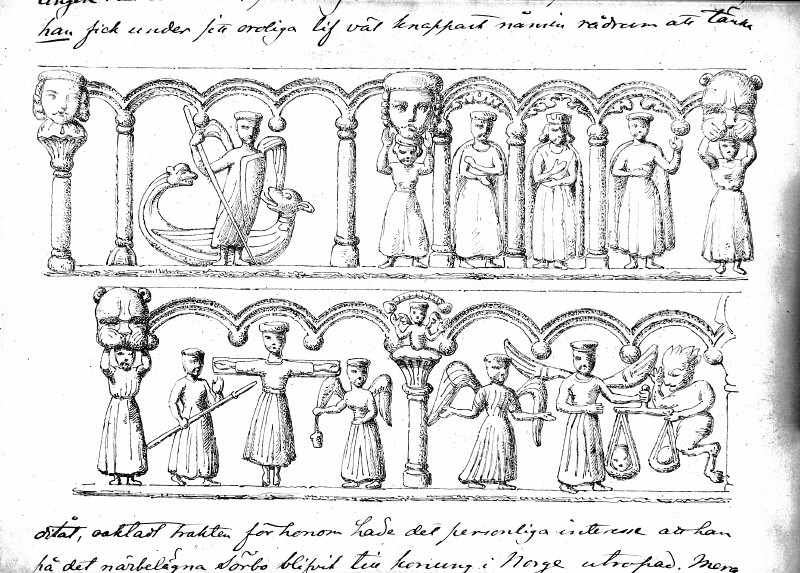
Figurdetaljer på Hedefunten.
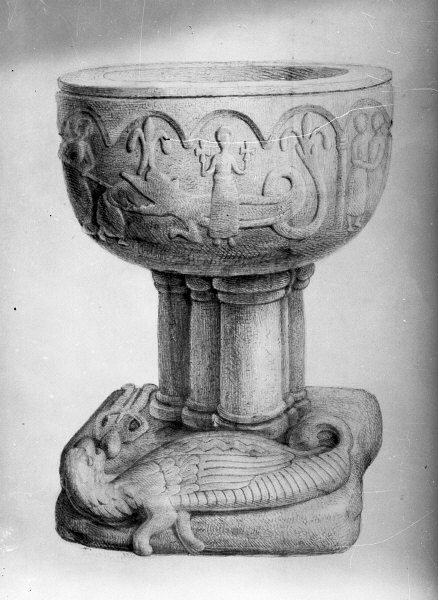
Skredsviksfunten.